# Quiet Cool
Quiet Cool (no Brasil Pesadelo Silencioso ou Assassinato Brutal) é um filme americano de 1986, dirigido por Clay Borris.

## Sinopse
Joe Dylanne é um policial da cidade de Nova Iorque com uma personalidade robusta. Ele sempre recorre a métodos não convencionais para capturar os criminosos mais corruptos da cidade. Quando Dylanne recebe uma mensagem de Katy, uma antiga namorada, a notícia não é tão agradável quanto ele esperava. Pelo contrário, é um pedido urgente de ajuda. Dylanne deve entrar em ação total. Esse policial deve viajar para um local remoto no noroeste, a fim de investigar o desaparecimento dos parentes de Kate. Acontece que eles foram assassinados a sangue frio. O único sobrevivente do massacre é Joshua, que explica a Dylanne sobre um plano sofisticado que envolve os plantadores de maconha. Dylanne e Joshua devem invadir o território inimigo em nome da vingança.

## Elenco
- James Remar como Joe Dylanne
- Adam Coleman Howard como Joshua Greer
- Daphne Ashbrook como Katy Greer
- Jared Martin como Mike Prior
- Nick Cassavetes como Valence
- Joey Sagal como Toker
- Chris Mulkey como Red
- Clayton Landey como Cairo
- Brooks Gardner como Pink
- Fran Ryan como Ma
- Ted White como Ellis
- Rob Moran como Briggs

## Trilha sonora
Lançada pela gravadora Macola, a trilha sonora do filme por composta po Jay Ferguson. A música tema "Quiet Cool" foi escrita e cantada por Joe Lamont. Apesar de não estar na trilha sonora, a canção "California Dreamin'" do The Mamas & the Papas é usada duas vezes no filme.

## Recepção
O jornal The Morning Call disse que o filme é "tolo e amador".

## Lançamento doméstico
Em 1987, o filme foi lançado em VHS nos Estados Unidos pela RCA/Columbia Pictures Home Video e alcançou a posição #32 na lista Top Videocassettes Rentals da revista Billboard. No Brasil, o filme foi lançado em VHS em 1990 pela LK-TEL Video com o nome de Assassinato Brutal.